# Periodismo ciudadano
El periodismo ciudadano o periodismo participativo o periodismo público o periodismo democrático (en inglés periodismo guerrilla o periodismo de la calle) es un movimiento en el que son los propios ciudadanos quienes se convierten en informadores.
El ejercicio de este derecho está amparado en la Declaración Universal de los Derechos Humanos, que establece que todos los individuos tienen derecho no solo a recibir información y opinión, sino también a difundirla por cualquier medio de expresión, derecho que también está recogido en algunas legislaciones estatales, como la Constitución Española de 1978.

## Medios comunitarios
Aunque el término periodismo ciudadano se comenzó a popularizar gracias a Internet a finales de los 90 y principios de los 2000, el inicio de este tipo de periodismo está ligado con el de los medios de comunicación comunitarios, que son aquellos que pertenecen a una asociación sin ánimo de lucro (no hay reparto de beneficios), que gestiona y dirige el proyecto, que no realizan proselitismo religioso ni partidista, y cuyos objetivos son profundizar en la democracia con más participación ciudadana, dar voz a quienes no la tienen, y hablar de lo que no se habla en los medios. Cualquier ciudadano que quiera puede participar de estos medios haciéndose socio.
El primer medio comunitario fue Radio Sutatenza (Colombia), que nació en 1940 con el ánimo de educación popular para la alfabetización; en la misma década, aparecieron en Bolivia las radios sindicales mineras, más politizadas. Los primeros ejemplos en España son las radios libres Onda Lliure (Barcelona), Osina Irratia, Radio Paraíso y Satorra Irratia (País Vasco) y Radio Maduixa (Granollers), y en los 80 se popularizaron. En cuanto a televisiones, la primera alternativa a las televisiones públicas fue Tele Cardedeu, cuya situación legal no fue regularizada por la administración hasta después de la entrada en vigor de la Ley Audiovisual en 2010.
Este tipo de medios están presentes en más de 100 países de todo el mundo, y muchos están agrupados en redes mundiales (Asociación Mundial de Radios Comunitarias), estatales (Red de Medios Comunitarios) o regionales (Unión de Radios Libres y Comunitarias de Madrid).
Estos medios tienen el apoyo de las resoluciones, dictámenes e informes de instituciones como el Parlamento Europeo, el Consejo de Europa, los relatores de la libertad de expresión de la ONU y otros organismos, Maputo o la Asociación Mundial de Radios Comunitarias, o la opinión de profesores universitarios como Manuel Chaparro Escudero, o el Catedrático Ramón Zallo. A pesar de todo ello, las legislaciones sobre este tipo de medios son variables. Algunos países, como Francia o Argentina, reservan un tercio del dial a estas emisoras; en España, únicamente se han otorgado dos licencias de emisión, de las cuales, sólo Ràdio Klara la conserva.

## Internet
También se denomina periodismo 3.0. Término que surge debido sobre todo al uso generalizado de los blogs y bitácoras en Internet en los últimos años, con los que los ciudadanos exponen su visión de diversos asuntos sociales, culturales, políticos, económicos, locales, deportivos, etc. Además, muchos medios digitales, algunos de los cuales tienen edición escrita (especialmente los llamados medios gratuitos) fomentan la participación ciudadana a través de espacios alojados en sus páginas web para que den su visión de diversos acontecimientos.
En España el primer proyecto de periodismo ciudadano surgió en el año 2005, en Asturias, el Comentario TV, hoy en día ya extinguido. La iniciativa fue obra del periodista Juan Vega. En la actualidad, esta página web ya cuenta con más de 500.000 páginas vistas al mes y 50.0000 usuarios únicos. Los fines con los que fue creada esta página web son convertir el periodismo ciudadano en un instrumento al servicio de la libertad de expresión y el derecho a la información pues en la sociedad actual esta misma libertad está clamorosamente mercantilizada. También en el año 2005 pero en este caso en Chile, se forma la primera red de diarios ciudadanos. Dos años después comienza a funcionar desde España Bottup, plataforma que ha recibido desde su lanzamiento más de 12.000 noticias, de las que ha publicado 8.000, tras ser contrastadas y editadas por un pequeño equipo de periodistas profesionales. Otro ejemplo de periodismo ciudadano creado en España por un grupo de jóvenes periodistas es Periodismo Independiente un medio de comunicación colaborativo y que se declara honestamente subjetivo. En este sitio web se puede encontrar información realizada por todo tipo de profesionales independientes. En el año 2009, la Comunidad de Madrid creó el portal Facilísmo, una red de blogs que funcionaba como foros locales en varias localidades de la Comunidad de Madrid y estaba gestionado por estudiantes de Periodismo. 
The Printed Blog es el primer ejemplo de diario impreso hecho exclusivamente por ciudadanos. Este proyecto se gestó en Chicago y San Francisco a principios de 2009 y en su creación no participó ningún profesional. El funcionamiento es sencillo; un equipo de editores selecciona las entradas más interesantes de ciertos blogs y así crean una revista impresa que se distribuye de forma gratuita.

### Periodismo en blogs
Hoy en día una de las herramientas más importantes con las que cuenta el periodismo son los blogs. Esta relevancia se ve reflejada en la gran comunidad que éstos albergan alrededor del mundo.
El inicio de los blogs informativos se atribuye a Jorn Barger que atribuyó el término "weblog" el 17 de diciembre de 1997. En ese momento surgen algunas de las páginas pioneras y significativas como la de Dave Winer, que fue una de las primeras bitácoras que se puso en marcha el primero de abril del mismo año. Su blog, basado en noticias sobre el mundo industrial y las nuevas tecnologías, fue una de las primeras fuentes de información alternativa para el ámbito social. 
La construcción de sentido en los blogs se desarrolla a través de encadenamientos comunicativos de autoría individual o colectiva, que al vincularse unos a otros establecen tipos de construcción comunicativas, interesantes y complejas. Los blogs provocan el nacimiento de un nuevo tipo de reporteros y cronistas sobre cualquier conflicto bélico o catástrofe natural. Son por tanto, un fenómeno de interés. Estas plataformas no solo incluyen en su estructura un conjunto de información activa, a través de la cual es factible ordenar, observar y derivar las estructuras de argumentación, mediante las cuales se plantea un discurso, sino que también dirigen la opinión a través de sugerir navegación relacionada.

## Literatura
Hay dos libros importantes sobre la materia. El primero es de Nicholas Negroponte, «Being digital», de 1995. Negroponte hace un análisis de lo que implica la digitalización. Hace un planteamiento de futuro, de cómo van las cosas y de cómo la digitalización puede afectar a la economía, el ocio, el periodismo, etc. 
La conclusión de Nicholas Negroponte es que en el futuro, las noticias en línea permitirán que los ciudadanos puedan escoger los temas que les interesen y dónde encontrarlos, siendo ellos quienes jerarquicen su orden de importancia a la hora de informarse. La idea es que cada individuo pueda decidir sobre qué informarse y dónde o a través de qué fuente quiere ser informado. Nicholas utiliza la expresión «Daily me», que significa «el yo de cada día». La utiliza para explicar que en el futuro que nos depara la sociedad de la información los ciudadanos podrán ser y formar parte de la sociedad digital a través de los blogs, sus propios diarios. De ahí, se deduce que dentro de algún tiempo un ciudadano podrá estar informado sobre la realidad que le circunda sin necesidad de recurrir a los medios de comunicación tradicionales que por lo general se caracterizan por llevar a cabo un sesgo informativo mercantilista. 
Otro libro conocido es el de Dan Gillmor, «We the media». En él, se hace referencia a las raíces del periodismo, el cual es del pueblo y para el pueblo. Dan dice que los medios tradicionales han dejado de tener la exclusividad sobre la información y defiende la importancia de los ciudadanos. Además, dice que los periodistas han de reflexionar sobre lo que está pasando y si su trabajo es realmente necesario tal cual lo llevan a cabo. 
Según Dan Gillmor, a partir del 11-S la sociedad estadounidense se dio cuenta de la importancia de los blogs. Ese día todas las páginas web de los medios de comunicación tradicionales se colapsaron. De esta manera, gente del mundo entero empezó a obtener información a través de otras vías. Mucha gente hizo uso de blogs para narrar y postear los acontecimientos de los cuales estaban siendo testigos. Mucha gente que vivía en los alrededores quería hacer saber a sus familiares que se encontraban bien, y a través de los blogs se comunicaban y explicaban la situación de lo que estaba ocurriendo, publicaban fotos de lo sucedido y, aunque no de una forma ortodoxa —con lo que la teoría periodística dicta—, informaron al mundo de lo que allí estaba sucediendo a la manera de un reportaje en primera persona.

## Cambio en los modelos de comunicación
El modelo de comunicación de los medios tradicionales se sirve de fuentes y agencias de noticias para cubrir aquellas informaciones que por falta de medios materiales un periodista de la plantilla no ha podido cubrir. La distribución de la información en los medios se lleva a cabo de forma jerárquica. Es decir, se selecciona en función de diferentes criterios la importancia que tiene una noticia para los lectores y en función de esa jerarquización se ordenan las noticias. Lo cierto es que en una redacción periodística los textos suelen estar sujetos a diferentes filtros y en algunos casos se realizan deformaciones intencionadas e interesadas de la realidad con fines variados como puede ser agradar a un lector políticamente afín o encubrir y endulzar la realidad de una empresa que financia al medio de comunicación a través de publicidad.
En el periodismo ciudadano no existe tal jerarquía por varios motivos. El bloguero se convierte en un comentarista que aporta su visión de la realidad sin cortapisas, sin presiones y sin establecer un orden jerarquizado en la publicación de sus artículos. En la actualidad, vivimos interconectados a través de una red de información que genera contenido constante y en donde los reporteros, los editores y la audiencia se encuentran a un mismo nivel. Ahora, al mismo tiempo se es lector y escritor. Es un sistema interactivo y debido a ello, se dice que los medios ya no tienen la exclusividad sobre la información pues el ciudadano, aportando sus experiencias personales puede formar parte de ese proceso de creación.